# モー・ダンフォード
モー・ダンフォード（Moe Dunford, 1987年12月11日 - ）は、アイルランドの俳優。

## 略歴
アイルランドのウォーターフォード県ダンガーヴァン生まれ。10代の学生時代に友人たちが『マクベス』を演じているのを観て演技に興味を持つと、ガイエティ演技学校で演技を学び、2009年に卒業する。2005年に同校への進学の意思を示した際には、おじであるリアム・デ・ステイクが俳優であるにもかかわらず、家族から強く反対される。
在学中の2007年に公開された映画『The Hidden』に俳優として出演しているが、本格的なキャリアのスタートは2010年に出演したテレビドラマ『THE TUDORS〜背徳の王冠〜』で、その後は『ゲーム・オブ・スローンズ』などのテレビドラマをはじめ、舞台『ロミオとジュリエット』などでキャリアを積む。
2014年の主演映画『Patrick's Day』での演技が高く評価され、2015年2月に開催された第65回ベルリン国際映画祭でシューティング・スター賞を受賞するなど、いくつかの賞を受賞している。
2014年の第2シーズンから出演したテレビドラマ『ヴァイキング 〜海の覇者たち〜』のエーテルウルフ役の演技により、アイルランド映画テレビ賞では、2016年4月9日に開催された第13回でドラマ部門の助演男優賞を受賞し、その後の第14回（2017年4月8日開催）と第15回（2018年2月15日開催）でも受賞はしなかったが同じく助演男優賞にノミネートされている。
2019年には開催されず、2020年10月18日に2年分の作品を対象にオンラインで開催された第16回アイルランド映画テレビ賞では、映画『The Dig』（2018年公開）で主演男優賞にノミネートされている。

## 主な出演作品

### 映画
- Patrick's Day (2014)
- ぼくたちのチーム Handsome Devil (2016)
- ダーケスト・ウォーター The Lodgers (2017)
- リベンジャー・スクワッド 宿命の荒野 Black '47 (2018)
- The Dig (2018)
- ロージー Rosie  (2018)
- スパルタン 皆殺しの戦場 Knuckledust (2020)
- ナイトライド 時間は嗤う Nightride (2021)
- 悪魔のいけにえ -レザーフェイス・リターンズ- The Texas Chainsaw Massacre (2022)

### テレビドラマ
- THE TUDORS〜背徳の王冠〜 The Tudors (2010) ※第4シーズンの2エピソード
- ゲーム・オブ・スローンズ Game of Thrones (2012) ※第2シーズンの1エピソード
- ヴァイキング 〜海の覇者たち〜 Vikings (2014-2018) ※第2シーズンから第5シーズンまで
- ダブリン殺人課 Dublin Murders (2019) ※全8話レギュラー